# Naujan
Naujan è una municipalità di prima classe delle Filippine, situata nella provincia di Mindoro Orientale, nella regione Mimaropa.
Naujan è formata da 70 barangay:
- Adrialuna
- Andres Ilagan (Mag-asawang Tubig)
- Antipolo
- Apitong
- Arangin
- Aurora
- Bacungan
- Bagong Buhay
- Balite
- Bancuro
- Banuton
- Barcenaga
- Bayani
- Buhangin
- Caburo
- Concepcion
- Dao
- Del Pilar
- Estrella
- Evangelista
- Gamao
- General Esco
- Herrera

- Inarawan
- Kalinisan
- Laguna
- Mabini
- Magtibay
- Mahabang Parang
- Malaya
- Malinao
- Malvar
- Masagana
- Masaguing
- Melgar A
- Melgar B
- Metolza
- Montelago
- Montemayor
- Motoderazo
- Mulawin
- Nag-iba I
- Nag-iba II
- Pagkakaisa
- Paitan
- Paniquian
- Pinagsabangan I

- Pinagsabangan II
- Piñahan
- Poblacion I (Barangay I)
- Poblacion II (Barangay II)
- Poblacion III (Barangay III)
- Sampaguita
- San Agustin I
- San Agustin II
- San Andres
- San Antonio
- San Carlos
- San Isidro
- San Jose
- San Luis
- San Nicolas
- San Pedro
- Santa Cruz
- Santa Isabel
- Santa Maria
- Santiago
- Santo Niño
- Tagumpay
- Tigkan